# 東武日光鋼索鉄道線

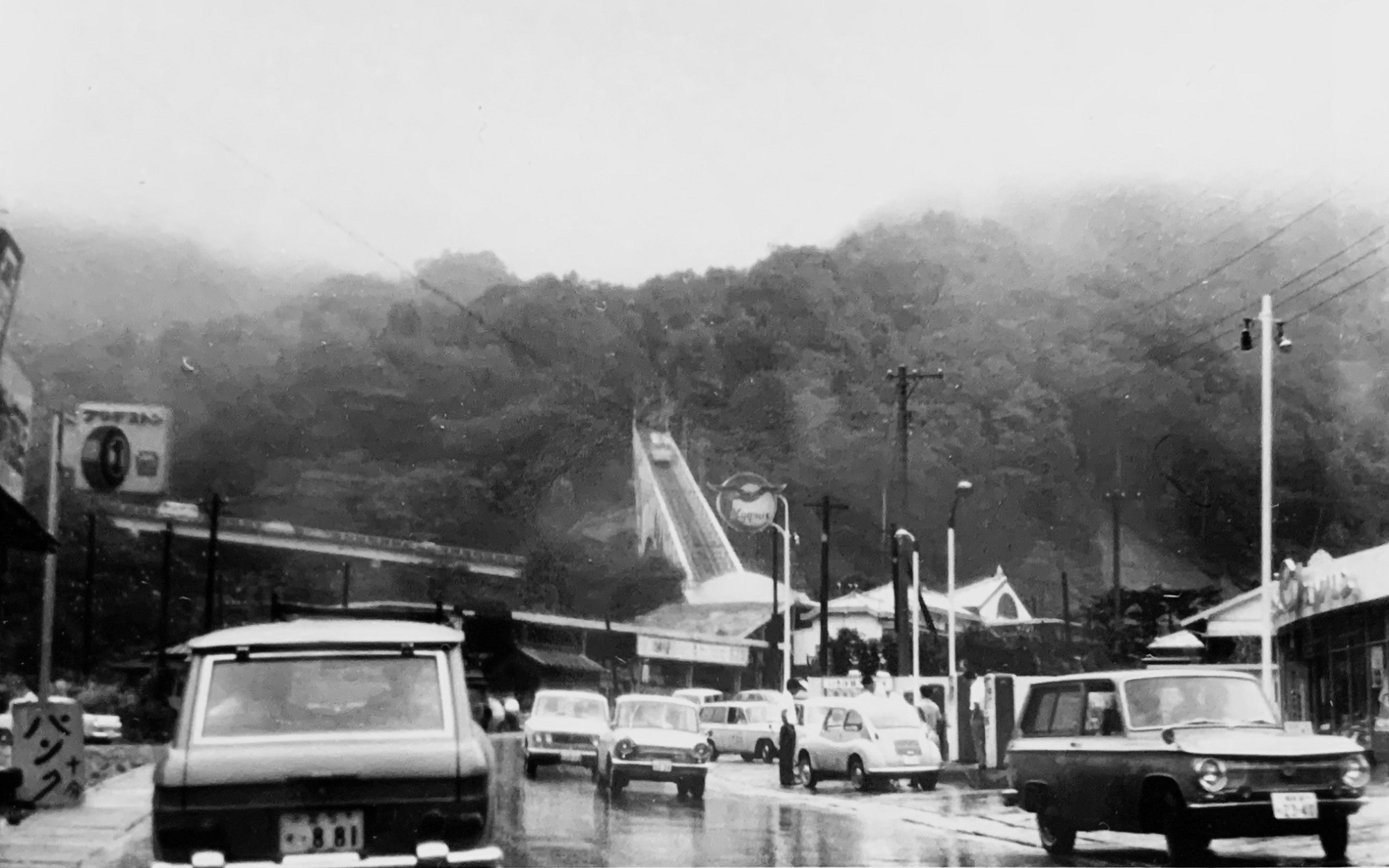
馬返駅とケーブルカー（1966年）

日光鋼索鉄道線（にっこうこうさくてつどうせん）はかつて栃木県日光市の馬返駅から明智平駅までを結んでいた東武鉄道の鋼索鉄道（ケーブルカー）である。
日光登山鉄道により1932年に開業され、後に東武鉄道に買収された。始点の馬返駅で東武日光軌道線と接続し、終点で明智平ロープウェイと連絡する形で運行していた。1970年廃止。

## 路線データ
- 路線距離（営業キロ）：1.2 km
- 水平延長：1,184 m
- 軌道中心間隔：3,200 mm
- 最小曲線半径：300 m
- 仰長：1,263 m
- 最急勾配：500/1000
- 最小勾配：250/1000
- 高低差：428.1 m
- 施行基面幅：3,636 m
- 軌間：1067 mm
- 軌条重量：26kg/m
- 枕木敷設間隔：0.792 m
- 道床構造：全線コンクリート道床
- 駅数：2（起終点駅含む）
- 隧道：第一隧道（170m）、第二隧道（60m）[1]

## 歴史
馬返 - 明智平 - 中宮祠間の鉄道免許状が下付されたのは1926年5月のことであったが、1927年3月日光登山鉄道株式会社が資本金200万円で設立され、1929年3月工事施工の認可が得られたものの、昭和恐慌の影響で工事中止をやむなくされた。1931年11月に工事が再開され、明智平 - 中宮祠間は鉄道敷設をあきらめ自動車専用道とし、1932年（昭和7年）に馬返 - 明智平間1.2kmがようやく開業した。翌年には、300mであるが架空索道（明智平ロープウェイ）を明智平 - 展望台間に開業させる。
初代社長の植竹龍三郎は中宮祠電力を経営しており、中宮祠での鋼索鉄道の免許を1922年に得ていた。しかしこれを放棄し新たに日光登山鉄道株式会社を設立したのであるが、1928年中宮祠電力の電気事業を日光登山鉄道に譲渡すると1931年度には社長をおりてしまった。1933年に本社所在地が東京市本所区小梅1丁目2番ノ1の東武鉄道と同住所となり根津嘉一郎 が取締役に就任している。
1943年（昭和18年）に不要不急線ということで架空索道線は撤去されたが、鋼索線は観光用のみならず奥日光への実用交通機関でもあり、地元の陳情を受けて存廃を検討中に終戦を迎え存続された。1945年（昭和20年）には後の東武日光軌道線を運営していた日光軌道に合併された。1947年（昭和22年）に日光軌道は東武鉄道に吸収され、東武の運営となる。1950年（昭和25年）には、架空索道線を復活させた。
終戦後、観光がブームになり、軌道線・鋼索線・架空索道線が連携して旅客輸送のメインルートになるがやがて自動車時代が到来、道路整備が進捗するほどに観光バスや自家用車にその位置を明け渡していった。1968年（昭和43年）に日光軌道線が廃止されたため路線バスとの接続をおこなうが、バスは奥日光へ直通するのでわざわざ途中の馬返駅で鋼索線にのりかえる理由がなく、利用客が激減した日光鋼索鉄道線も1970年（昭和45年）には廃線となる。残った架空索道線は、1985年（昭和60年）に日光交通へ移管された。
廃止後も、明智平駅の裏手から廃線跡の路盤やトンネルが残存している。また、馬返駅の駅名標が長らく明智平駅にて保存されていたが、2018年に東武博物館へ移されている。

### 年表
- 1922年（大正11年）4月20日 中宮祠電力に鉄道免許状下付[4]。
- 1926年（大正15年）
  - 5月21日 中宮祠電力に対し起業廃止許可[5]
  - 5月21日 日光登山電気鉄道に対し馬返 - 明智平 - 中宮祠間鉄道免許状下付[6]。
- 1927年（昭和2年）
  - 2月4日 日光登山電気鉄道から日光登山鉄道への改称届出[7]。
  - 3月7日 日光登山鉄道設立（本社東京）[8][9]。
- 1928年（昭和3年）3月 中宮祠電力が電気事業を日光登山鉄道に譲渡[10]。
- 1932年（昭和7年）
  - 8月24日 明智平 - 中宮祠間起業廃止許可[11]
  - 8月26日 自動車専用道路を開設[12]
  - 8月28日 馬返 - 明智平間開業[13]。
- 1945年（昭和20年）2月28日 日光軌道が日光登山鉄道を合併。
- 1947年（昭和22年）6月1日 東武鉄道が日光軌道を合併。日光鋼索鉄道線となる。
- 1953年（昭和28年） 旅客輸送量ひっ迫のため一時運休し、設備更新を行い輸送能力を約2倍に引き上げる[14]。
- 1954年（昭和29年）10月1日 第一いろは坂開通。
- 1957年（昭和32年）10月20日 東武鉄道が日光に定期観光バスを運行開始する。
- 1965年（昭和40年）10月6日 第二いろは坂・金精道路開通。
- 1970年（昭和45年）4月1日 馬返 - 明智平間廃止。

## 車両
「A」と「B」の2両が在籍し、初代と二代の2種が存在した。

### 初代
開業に備えて汽車製造東京支店で半鋼製車体を製作した。
車体は台枠長10,200mm、車体幅2,550mmの半鋼製で、定員は80名（座席40人）、自重は9.6tを公称した。
側面の客用扉は3か所に設置し、その間に2枚1組の側窓を階段状に2組ずつ設置し、各組の幕板部に半円状の飾り窓を設ける。妻窓は3枚構成で、その中央下部の腰板部に前照灯を設置する。
台車はスイス・テオドルベル社製で、自動空気ブレーキと手ブレーキを備える軸距5,000mmの2軸単台車である。
室内灯給電用の集電装置として特殊な構造のビューゲルを前後に各1基備える。
更新前の巻き上げ機用電動機は常用はブラウンボベリー製115馬力、予備は明電舎製150馬力であった。

### 2代目

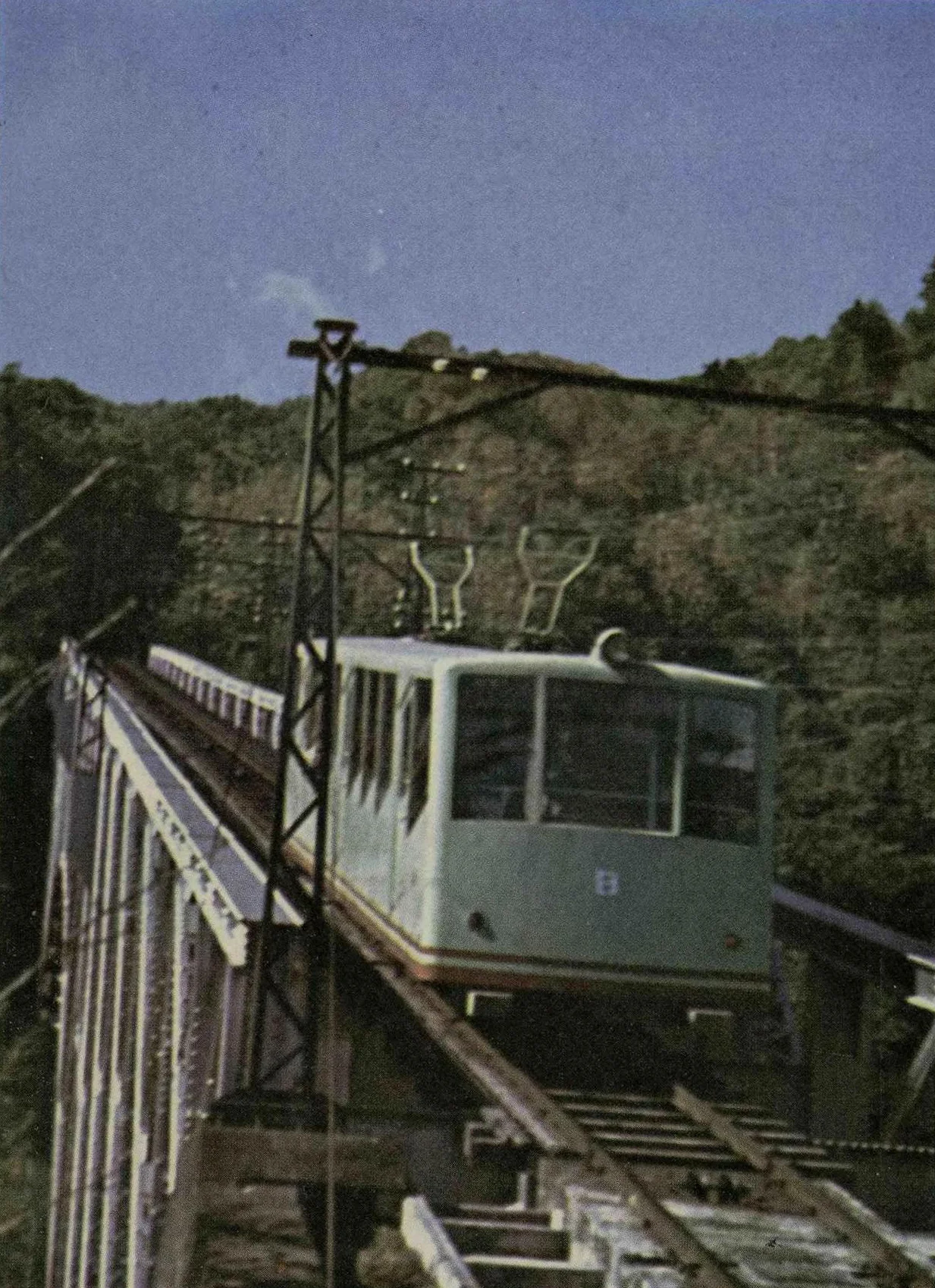
2代目車両

1953年3月汽車製造東京支店製の半鋼製車体と、日立製作所製の台車よりなる。
旅客輸送量ひっ迫のため、1953年（昭和28年）2月5日から運輸営業を休止して車両を更新するとともに 、それにともない鋼索を36mm径から38mm径に変更、鉄筋コンクリート丁桁を一部補強、車両長が伸びるため馬返、明智平両停留場の乗降場階段およびピットを延長する工事を行い、同年3月18日から運輸営業を再開した。
車体は台枠長14,160mm、車体幅2,600mmと拡大された。窓配置は頂上側から1D(1)2D(1)2D(1)（D：客用扉、(1)：戸袋窓）で、幕板部の窓上辺を屋根の傾斜と合わせて腰板部の窓下辺は水平面に合わせた、つまり上辺が斜めになった台形の側窓が階段状に並び、床面もこの窓に合わせて階段状となるという、特徴的な構造を備える。客用扉は750mm幅の片引き戸で、側窓幅は1,120mm。座席はロングシートである。
車体の大型化により自重は9.95t、定員は120人（座席48人）となった。車体傾斜の角度は36%である。
妻面は丸妻で、中央に1,000mm幅で下部が小さく開閉する背の高い大窓を設置し、その両脇に中央の大窓と同じ高さで600mm幅の一般的な二段上昇窓を置くという近代的な印象のレイアウトとなっている。前照灯は大窓中央上の屋根に埋め込まれるようにして砲弾型の灯具に収めて設置されている。
台車は日立製作所設計のギーセライベルン式2軸単台車で、軸距7,000mmと初代と比較して2m軸距が延伸されている。
集電装置は一般的なビューゲルを前後各1基ずつ搭載する。
制動装置はギーゼライベルン式で手動制動機、自動制動機、および足踏制動機の三種を装備する。
巻き上げ機用電動機も車両更新の際に日立製作所製に取り替え、常用は三相交流開放型誘導電動機250馬力1台、予備は180馬力1台で、走行速度は常用3.25m/s(11.7km/h)、予備2.71m/s(9.756km/h)となった。

## 駅一覧

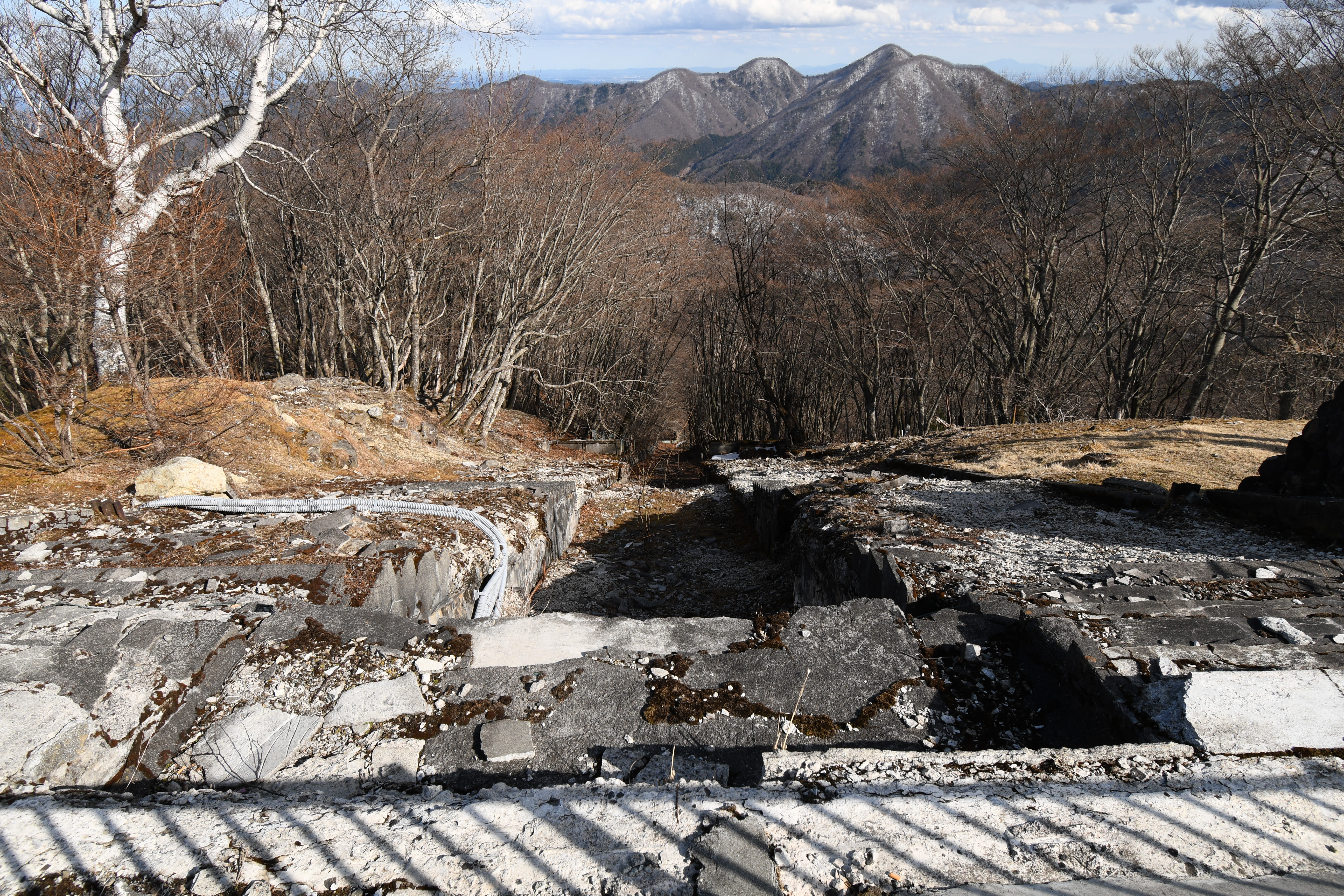
明智平駅跡

馬返駅 （北緯36度44分19秒 東経139度31分40秒 / 北緯36.738474度 東経139.527707度）
東武日光軌道線の終点であった。現在はバス停となっている。
明智平駅（北緯36度44分13秒 東経139度31分04秒 / 北緯36.736923度 東経139.517746度）
明智平ロープウェイの始点である。

## 輸送・収支実績
| 年度 | 乗客（人） | 営業収入（円） | 営業費（円） | 益金（円） | その他益金（円）     | その他損金（円）               | 支払利子（円） |
| ---- | ---------- | -------------- | ------------ | ---------- | -------------------- | ------------------------------ | -------------- |
| 1932 | 119,791    | 38,580         | 17,041       | 21,539     | 自動車電燈業6,134    |                                | 26,596         |
| 1933 | 264,645    | 91,916         | 29,273       | 62,643     | 自動車電燈業6,678    |                                | 44,218         |
| 1934 | 299,426    | 94,464         | 40,429       | 54,035     | 自動車業5,516        |                                | 37,208         |
| 1935 | 315,263    | 94,886         | 35,486       | 59,400     | 自動車電燈業4,636    |                                | 28,712         |
| 1936 | 381,160    | 108,168        | 42,855       | 65,313     | 自動車業その他11,954 | 償却金12,000                   | 28,409         |
| 1937 | 307,423    | 88,836         | 36,386       | 52,450     | 自動車電燈業11,551   | 自動車業15,331                 | 18,803         |
| 1939 | 757,354    | 228,514        | 54,173       | 174,341    |                      | 自動車電燈業6,756 償却金74,700 | 12,568         |
| 1941 | 800,430    |                |              |            |                      |                                |                |
| 1943 | 741,244    |                |              |            |                      |                                |                |
| 1945 | 249,082    |                |              |            |                      |                                |                |

| 年度 | 乗客（人） |
| ---- | ---------- |
| 1948 | 1,161,067  |
| 1949 | 1,432,650  |
| 1950 | 1,164,573  |
| 1951 | 1,517,005  |
| 1952 | 1,619,416  |
| 1953 | 2,520,933  |
| 1954 | 2,356,933  |
| 1955 | 1,444,188  |
| 1956 | 1,249,545  |
| 1957 | 1,163,385  |
| 1958 | 1,105,923  |
| 1959 | 1,038,152  |
| 1960 | 983,046    |
| 1961 | 1,022,859  |
| 1963 | 1,030千    |
| 1966 | 433千      |

## 兼業（乗合自動車業および電気事業）
日光登山鉄道時代に乗合自動車業と電気事業を兼営していた。
- 乗合自動車業
  - 明智平 - 中宮祠間（ 2.2キロ）の自動車専用道で営業運転していた。開業路線 保有車両5台（定員21人）[18]
- 電気事業
  - 1928年3月に中宮祠電力（1920年開業）より電気事業の譲渡を受け開業した。供給地は上都賀郡日光町（日光字中宮祠）。その後1941年2月に電気事業は東京電燈に譲渡した。